# Peter Siebold (Künstler)
Peter Siebold, auch Pierre genannt (* 28. März 1925 in Brüssel; † 1. Oktober 2012 in Genf) war ein Schweizer Bildhauer, Metallplastiker und Mosaizist.

## Leben und Werk
Pierre Siebold war in Rohrbach, Kanton Bern heimatberechtigt und lebte in Genf und in Versoix. Er studierte u. a. im Atelier von Ossip Zadkine und erhielt 1947 den Berner Kunstpreis. Siebold schuf Skulpturen aus Eisen und Bronze sowie Mosaike im öffentlichen Raum.

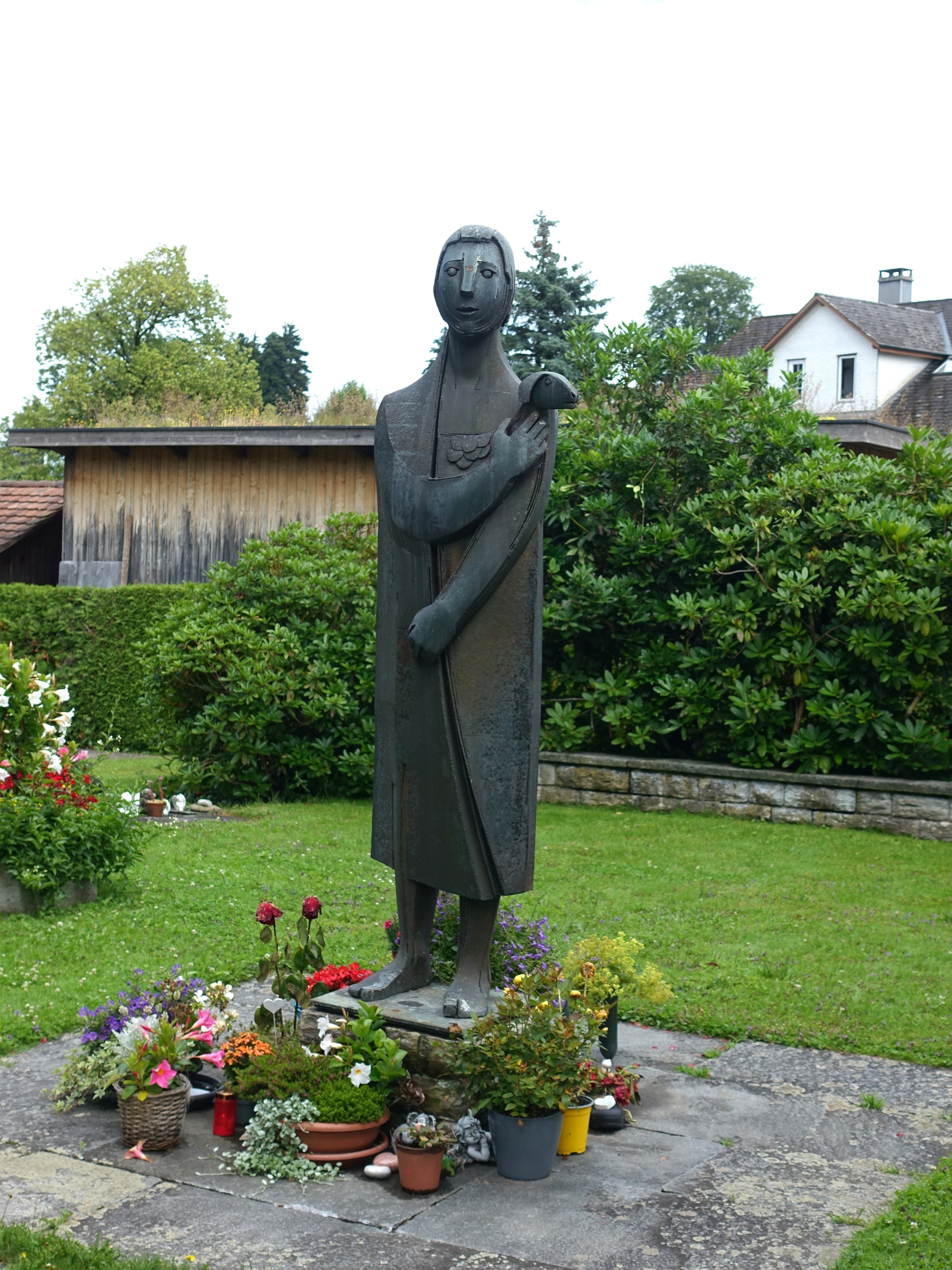
Skulptur 1972
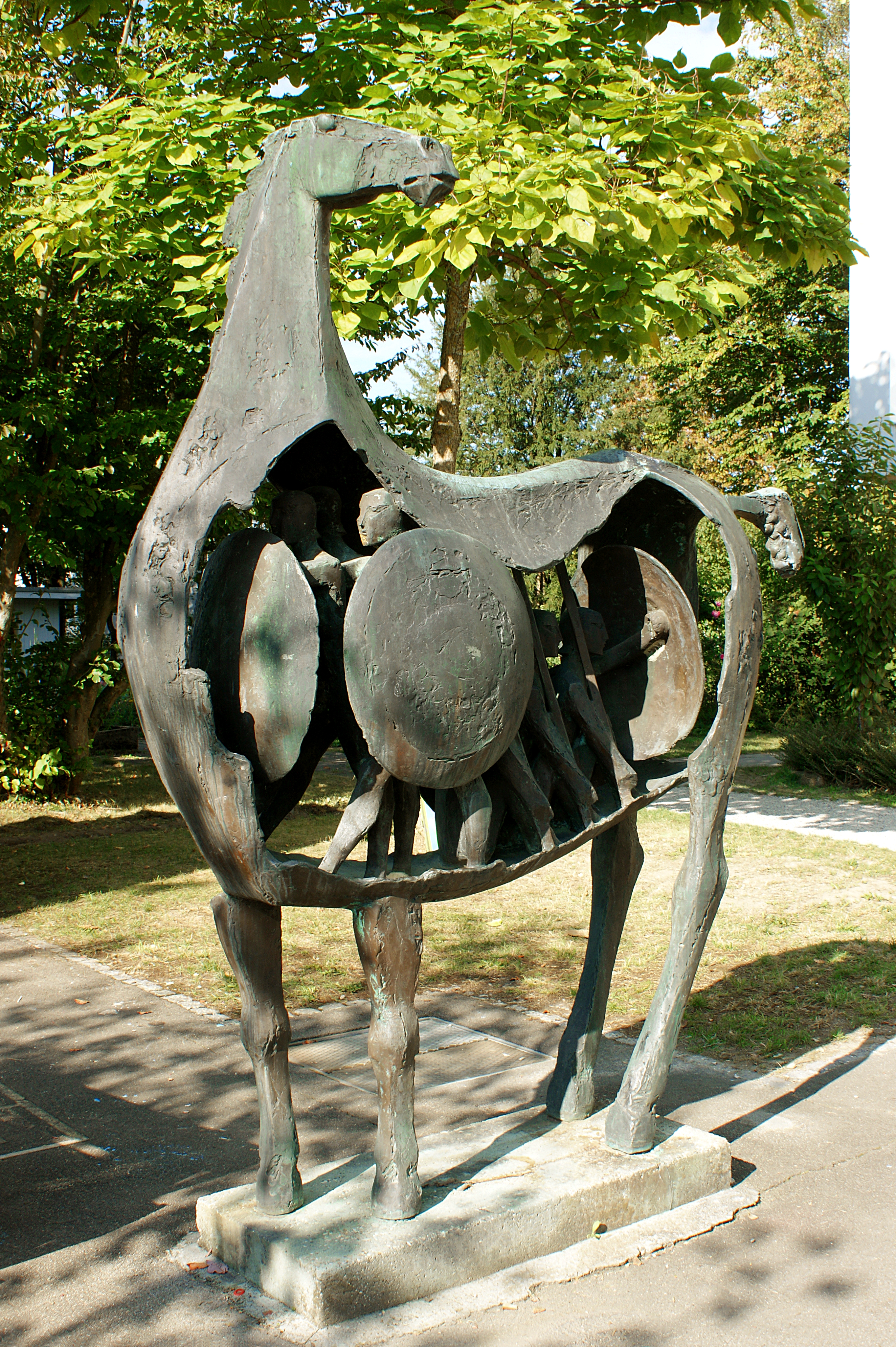
Trojanisches Pferd 1963
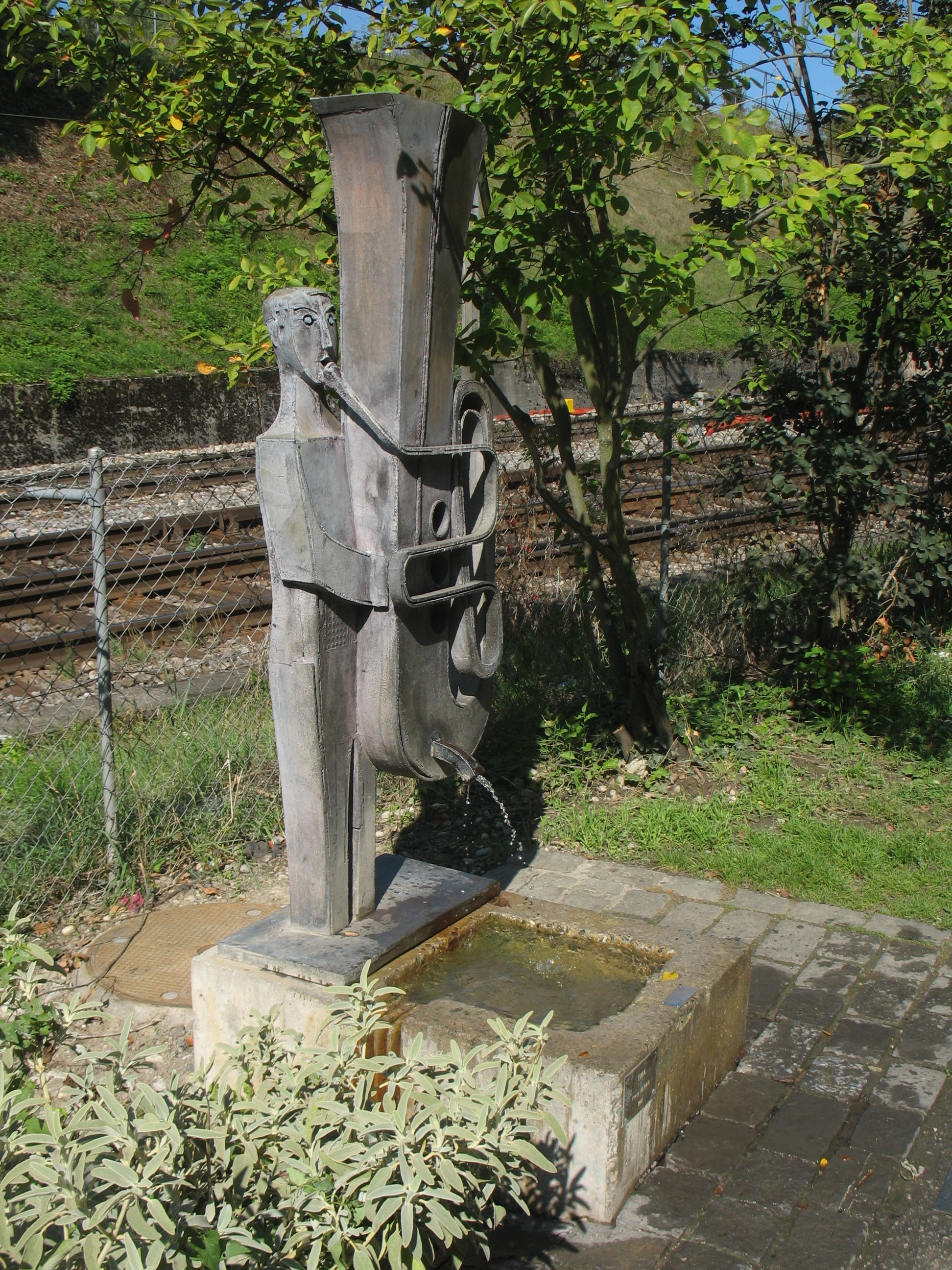
Tuba 1968
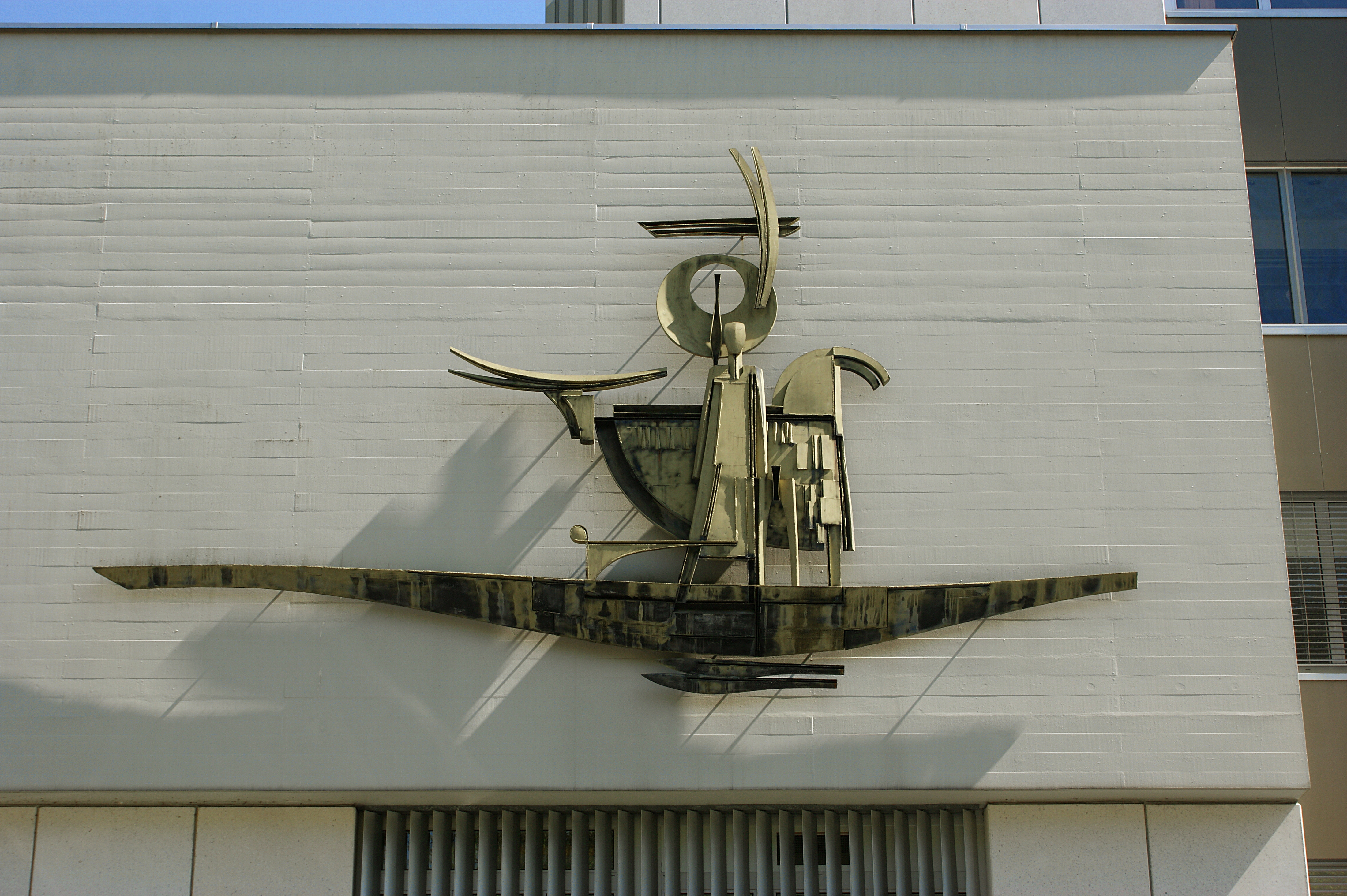
Arche 1968